# Bitwa pod Myriokefalon
Bitwa pod Myriokefalon – bitwa stoczona 17 września 1176 roku w pobliżu opuszczonej twierdzy Myriokefalon na przełęczy Tziwritze w centralnej Anatolii pomiędzy wojskami Cesarstwa Bizantyńskiego i Turkami Seldżuckimi z Sułtanatu Rumu, zakończona zwycięstwem tych ostatnich.

## Przed bitwą
W latach 1158–1161 cesarz bizantyński Manuel I Komnen podjął szereg zwycięskich kampanii przeciwko Sułtanatowi Rumu. Fakt ten skłonił sułtana Kilidż Arslana II do szukania zgody z Manuelem. Wiosną 1162 roku przybył on do Konstantynopola i stał się wasalem cesarza, przyrzekł dostarczyć mu oddziałów wojskowych i przekazać miasto Sivas (bizantyńska Sebastea) wraz z otaczającym je regionem. Kilidż Arslan nie wykonał jednak postanowień tego traktatu, a spokój ze strony Bizancjum wykorzystał na rozszerzanie swojego terytorium kosztem wschodnich sąsiadów jego państwa, Daniszmendydów. Poniewczasie Manuel zorientował się, że układ z roku 1162 przyniósł korzyści tylko sułtanatowi, więc postanowił naprawić swój błąd, uderzając wprost na jego stolicę, Konyę (bizantyńskie Ikonion). Wojna pomiędzy obydwoma państwami wybuchła w roku 1175, kiedy Kilidż Arslan odmówił oddania swoich Daniszmendydzkich zdobyczy. Manuel najpierw zajął opuszczoną fortecę Doryleum, która ze względu na swe położenie była wygodnym punktem do odpierania ataków tureckich koczowników na posiadłości bizantyńskie. Wzniósł również twierdzę, która dominowała nad podejściami do Konyi z kierunku północnego. Pod koniec 1175 roku wyruszył w kierunku źródeł rzeki Meander, gdzie ufortyfikował Chomę – wiązało się to z podejściem do Konyi od zachodu. Próbował także zdobyć miasto Amasea na północy, co zagroziłoby seldżuckiemu panowaniu na terenach zdobytych od Daniszmendydów, próba ta jednak nie powiodła się. Wtedy wysłał inne siły, aby przechwyciły Niksar (bizantyńska Neocezarea), około 100 km dalej na wschód, co miało stanowić dywersję podczas uderzenia na Konyę.

## Bitwa
Po tak starannych przygotowaniach latem 1176 roku Manuel zebrał armię i postanowił zaatakować Konyę przez dolinę Meandra. Była to trudna trasa, ale zarazem najkrótsza droga przez tureckie terytorium. Kilidż Arslan oczekiwał posiłków ze wschodu, w celu zyskania na czasie przedstawił więc propozycję rozmów pokojowych, którą Manuel jednak odrzucił. Po dotarciu do swojej bazy w Chomie Manuel wraz z armią wyruszył ku opuszczonej fortecy Myriokefalon. Ze względu na tabory, zawierające sprzęt oblężniczy mający zapewnić zdobycie seldżuckiej stolicy, marsz był bardzo powolny. Sułtan zdecydował się oczekiwać Bizantyńczyków za Myriokefalon na przełęczy zwanej Tziwritze. Najbardziej wrażliwą na atak częścią rozciągniętej na kilka kilometrów bizantyńskiej kolumny były znajdujące się w straży tylnej tabory, nad którymi czuwał sam cesarz. Straż przednia nie miała trudności w sforsowaniu przełęczy, lecz po jej przejściu Turcy uderzyli na prawe skrzydło ariergardy, dowodzone przez Baldwina z Antiochii. Jego oddziały zostały przyparte do stromych zboczy południowej strony przełęczy, bez możliwości manewru. Baldwin zginął, a jego ludzie ponieśli ciężkie straty. Ich klęska umożliwiła Turkom zablokowanie centrum przełęczy, tak że tabory musiały stanąć, niezdolne do ruszenia ani do tyłu, ani do przodu. Manuel był bliski decyzji opuszczenia armii, od czego odwiódł go dowódca straży tylnej, Andronik Kontostefanos, któremu po pewnym czasie udało się przebić do straży przedniej. Armia bizantyńska jako całość nie poniosła szczególnie ciężkich strat, z wyjątkiem straży tylnej, ale straciła cały sprzęt oblężniczy, tak że dalszy marsz na Konyę nie miał sensu.

## Znaczenie bitwy
Manuel natychmiast przyjął zaproponowane przez Kilidż Arslana warunki pokojowe, które przewidywały zburzenie fortyfikacji, które wzniósł w Doryleum i Chomie, jednak gdy znalazł się na terytorium bizantyńskim, odmówił ich uznania jako podpisanych pod przymusem. W odwecie sułtan w roku następnym dokonał najazdu na dolinę Meandra, ale został całkowicie rozbity przez siły bizantyńskie. Także następne kampanie przeciwko Bizancjum za życia Manuela nie były dla Turków zbyt pomyślne.
Mimo tego sam Manuel w liście do Konstantynopola porównywał znaczenie swojej porażki do bitwy pod Manzikertem, a opinię tę podzielali współcześni mu kronikarze. Po bitwie pod Myriokefalon Bizancjum było jeszcze w stanie skutecznie bronić się przed Turkami, ale nie było już mowy o jakiejkolwiek ofensywie w celu odzyskania centralnej Anatolii. Równowaga strategiczna pomiędzy cesarstwem a Sułtanatem Rumu wyraźnie uległa zachwianiu na korzyść tego ostatniego, a tę tendencję miał jeszcze pogłębić rozkład bizantyńskiego systemu władzy po śmierci Manuela, analogiczny do wojen domowych w cesarstwie po bitwie pod Manzikertem. Bizancjum zmierzało do swojego końca jako imperium, zaś Sułtanat Rumu zaczął przejmować jego pozycję potęgi w Anatolii.